# Sammy Troughton
 (février 2018).
Si vous disposez d'ouvrages ou d'articles de référence ou si vous connaissez des sites web de qualité traitant du thème abordé ici, merci de compléter l'article en donnant les références utiles à sa vérifiabilité et en les liant à la section « Notes et références ».
Sammy Troughton est un footballeur et entraîneur de football sud-africain né le 26 mars 1964 à Lisburn en Irlande du Nord.
Il entraîne le club sud-africain du Baroka FC.